# Unus pro omnibus, omnes pro uno

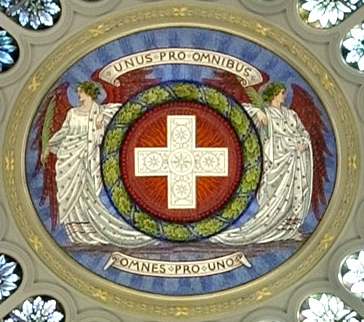
Будівля бундестагу (Берн): «Один за всіх — всі за одного»

Unus pro omnibus, omnes pro uno (нім. Einer für alle, alle für einen, фр. Un pour tous, tous pour un un, італ. Uno per tutti, tutti per uno, ромш. In per tuts, tuts per in) — латинський вираз, що перекладається як «Один за всіх, і всі за одного». Сьогодні вираз відомий здебільше французькою версією «Un pour tous, tous pour un» по роману французького письменника Олександра Дюма «Три мушкетери», опублікованому за розділами в газеті « С'єкль в 1844 році. В XIX столітті став (неофіційно) девізом Швейцарської Конфедерації і це ставлення втілено в образі легендарного швейцарського героя Арнольда фон Вінкельріда.

## Ранні використання
У 1594 році Вільям Шекспір використовує його у своїй поемі „Зґвалтування Лукреції“, щоб охарактеризувати людей, які йдуть на величезний ризик, у тому числі лиходійного короля-ґвалтівника Тарквінія Гордого — „one for all, or all for one“.
Багато сучасників Шекспіра впізнавали його не за п'єси на кшталт „Гамлета“ та „Макбета“, а за поеми, такі як „Лукреція“ та „Венера та Адоніс“. Таким чином, його використання могло б сприяти його ширшому вживанню, оскільки ці вірші мали комерційний успіх у його час.
Під час зустрічі в 1618 році між лідерами католицької та протестантської громад Богемії, результатом якої стала третя дефенестрація Праги, представник протестантів зачитав листа, в якому стверджувалося: „Оскільки вони також мали намір продовжити страту проти нас, ми дійшли одностайної згоди між собою, що, незважаючи на будь-які втрати життя, тіла, честі та майна, ми будемо твердо стояти з усіма за одного і один за всіх… ми не будемо підкорятися, а скоріше віддано допомагатимемо і захищатимемо один одного з усіх сил, проти всіх труднощів“.

## „Три мушкетери“
Tous pour un, un pour tous (Усі за одного, і один за всіх) — девіз, який традиційно асоціюється з головними героями роману „Три мушкетери“, написаного Олександром Дюма- пером, вперше опублікованого в 1844 році. У романі це був девіз групи французьких мушкетерів на ім'я Атос, Портос, Араміс і д'Артаньян, які залишалися вірними один одному в усіх випадках.
30 листопада 2002 року в складній, але урочистій процесії шість республіканських гвардійців перенесли труну Дюма з місця її початкового поховання в Cimetière de Villers-Cotterêts в Ені до Пантеону. Труна була задрапірована синьою оксамитовою тканиною з написом девізу.

## Як девіз

### Традиційний девіз Швейцарії

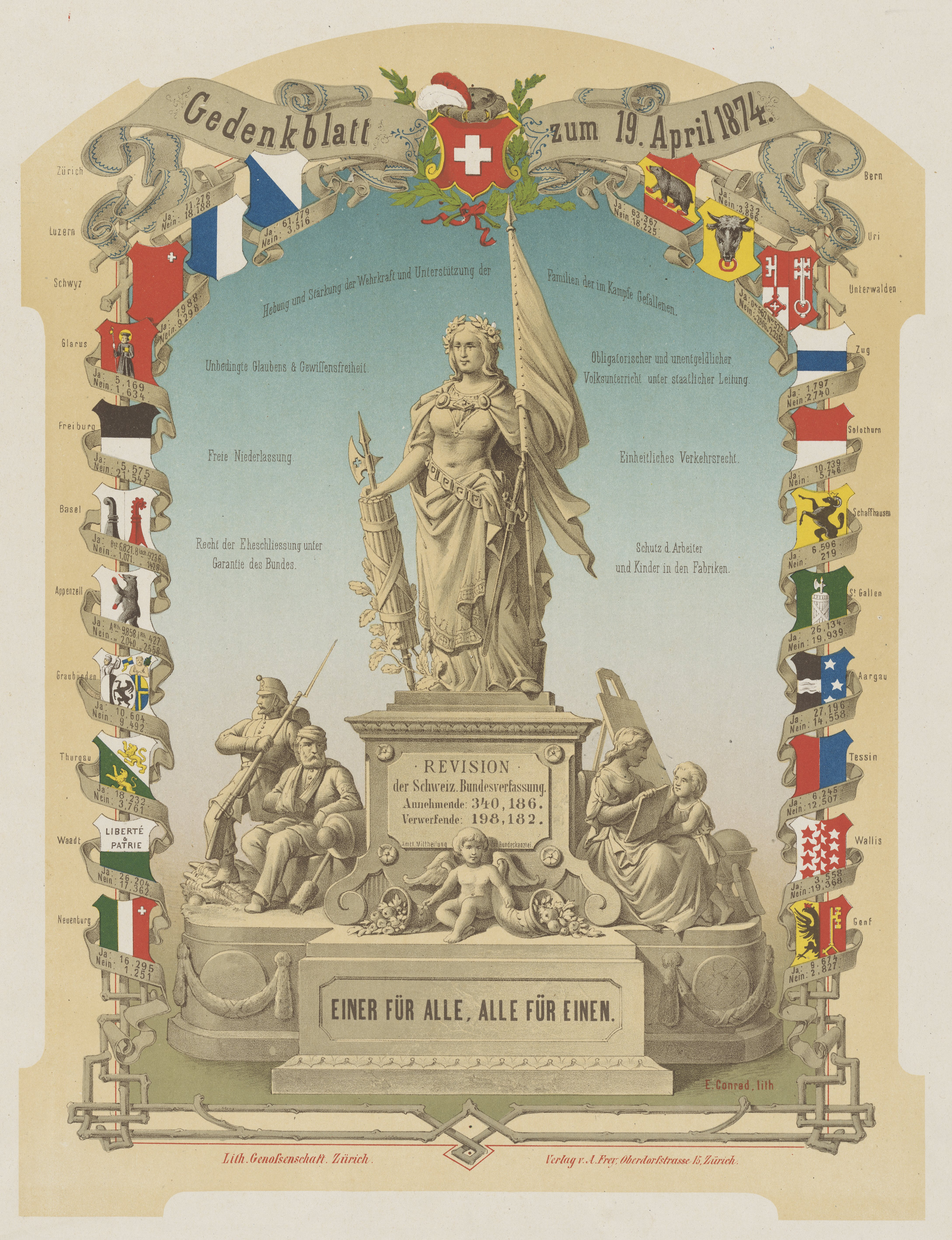
Пам'ятний лист про зміну конституції Швейцарії 19 квітня 1874 р., автор Е. Конрад, 1874 рік.

Швейцарія не має офіційного девізу, визначеного в її конституції чи законодавчих документах. Фраза німецькою мовою (Einer für alle, alle für einen), французька (Un pour tous, tous pour un), італійська (Uno per tutti, tutti per uno) і ретороманська (In per tuts, tuts per in) версії, набули широкого вжитку в 19 ст. Після того, як осінні шторми спричинили масштабні повені у швейцарських Альпах наприкінці вересня та на початку жовтня 1868 року, офіційні особи розпочали кампанію допомоги під цим гаслом, навмисно використовуючи його, щоб викликати почуття обов'язку, солідарності та національної єдності серед населення молодої нації. Швейцарія стала федеральною державою лише 20 років тому, а остання громадянська війна між кантонами, Sonderbundskrieg, відбулася в 1847 році. Газетні оголошення із закликом до пожертвувань були розміщені в усіх частинах країни.
Фраза дедалі більше асоціювалась із засновницькими міфами Швейцарії, центральною темою яких часто є солідарність, до такої міри, що " Unus pro omnibus, omnes pro uno " було навіть написано на куполі Федерального палацу Швейцарії в 1902 році. Відтоді він вважається девізом країни. Політики всіх партій і регіонів визнають це девізом Швейцарії.

### Інші

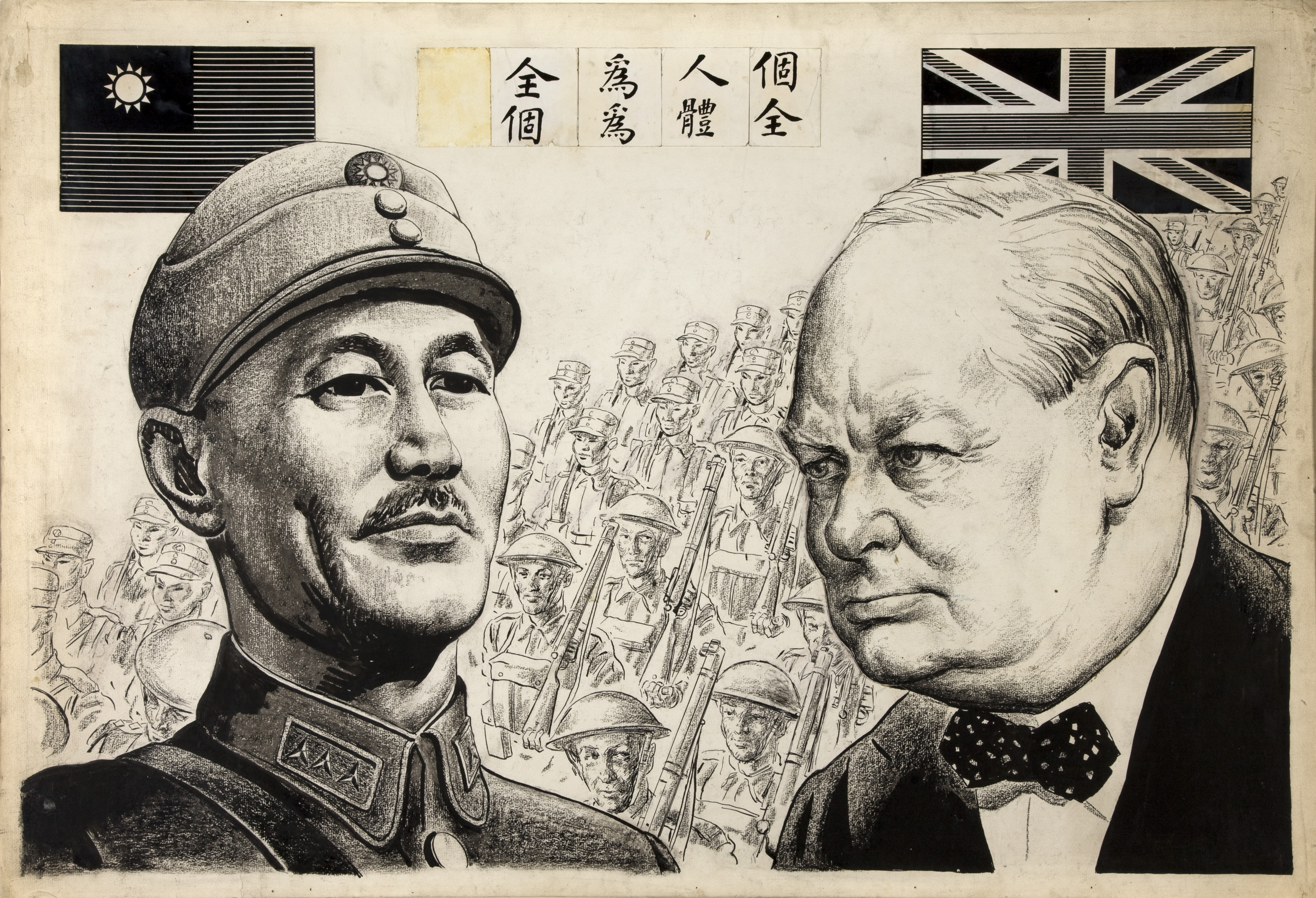
Плакат часів Другої світової війни, що демонструє альянс між Китайською Республікою (на чолі з Чан Кайші) та Британською імперією (на чолі з Вінстоном Черчіллем). Китайський текст:個人為全, 全體為個 (gèrén wéi quán, quántǐ wèi gè) — «Всі за одного, один за всіх».

Частина фрази румунською мовою Toți în unu («Все в одному»), ненадовго використовувався як девіз Об'єднаних князівств Молдавії та Валахії (попередник сучасної Румунії) між 1862 і 1866 роками, коли його замінили на Nihil sine Deo («Нічого без Бога»).
Кодекс поведінки Комуністичної партії Радянського Союзу, прийнятий у 1961 році і відомий як Моральний кодекс будівника комунізму, містить цю фразу в п'ятому пункті.

### У масовій культурі
Художник манги Кохей Хорікоші використовує дві половини фрази у своїй серії My Hero Academia, щоб представити дві протилежні суперсили (відомі у їхньому всесвіті як Чудовості). «Один за всіх» стосується сили, успадкованої головним героєм серіалу Ізуку Мідорією, яка передається від одного володаря до наступного, накопичуючи примхи попередніх володарів, щоб наступний діяв як символ миру. «Всі за одного» стосується сили та головного антагоніста серіалу, який краде сили інших заради власної вигоди. Таким чином, буквально одна влада для всіх і всі влади для одного.
У «Шоу Трумена», коли знімають батька Трумена (15 хвилин 45 секунд), арки над дорогою містять повну цитату.